# Ули I
Ули I Кейта (манд. Ouli), также известный в арабских источниках как Али или Вали — второй манса империи Мали.
Он родился под именем Йерелинкон и был единственным биологическим сыном легендарного Сундиаты Кейта. Мансы, последовавшие за Ули — Уати и Халиф, были детьми брата Сундиаты Кейта, которых Сундиата принял в члены клана Кейта.
Согласно устным источникам, брат Сундиаты, Мандинг Бори Кейта (по прозвищу Абубакари Кейта I), должен был взойти на трон, поскольку Ули был слишком молод. Однако, честолюбивый принц захватил трон в 1255 году и начал кампанию территориальной экспансии в Западной Африке.
Манса Ули Кейта также значительно увеличил производство сельского хозяйства в империи. На экономическом и политическом уровне Ули создал прецедент, совершив хадж в Мекку во время своего правления. В отличие от своего отца, у Манса Вали не было кровных наследников, поэтому между его приёмными братьями началась борьба за власть. В результате Уати Кейта захватил трон, тем самым снова оттеснив Мандинга Бори.